# 中国共产党中央非常委员会案
中国共产党中央非常委员会案是1967年10月在中华人民共和国北京市发生的一起因投递所谓“反革命信件”而产生的反革命案件。由于时值文化大革命，该案受到极大重视，直到1978年方才结案。

## 案发与侦破
1967年10月8日，北京市东城区一些单位和个人收到了从邮局寄来的相同内容的“反革命信件”，这些收到信件的单位和个人将信件转交公安机关。中华人民共和国公安部当即组成“10·8”专案组，由副部长于桑领导，负责侦破这起“反革命案件”。
该信件使用16开油光纸油印，外包《人民日报》。信件的标题为《中共中央非常委员会给全体党员的一封公开信》，署名为“中国共产党中央非常委员会”，落款日期为“1967年10月1日”。信文共一万余字，对中华人民共和国成立后中国共产党对内对外的政策，特别是对外交政策（如火烧英国代办处事件、造反派给香港政府下最后通牒、麦岛事件等），进行了全面攻击，对毛泽东、周恩来等中共中央领导人进行了人身攻击，希望蒋介石反攻大陆。
专案组通过走访《人民日报》社，查得包该信件的《人民日报》是在北京印刷，发往天津发行的。信件使用的油光纸和墨水也是天津生产的。信件邮戳显示这些信件是在白天在北京投递的。后天津市公安局通过发动群众排查，于11月20日报告中华人民共和国公安部在天津市抓获了写信人沈剑云。
沈剑云，时年50岁，天津人，家庭出身为地主，大学文化程度，被逮捕前在煤球厂当煤球工人，负责摇煤球。中华人民共和国成立前，沈剑云曾受中华民国宪兵训练，在青岛市当宪兵。中国人民解放军占领青岛前，沈剑云偷偷回到天津，并隐瞒身份。中华人民共和国成立后，沈剑云進入天津市人民法院任书记员。1957年，在反右运动中，其身份被查明，遭到管制，后被送入煤球厂当工人。文化大革命开始后，社会秩序混乱，沈剑云在家中不出门。
在审问中，沈剑云叙述了其写信的思想：

- 审讯员：“为什么要写这个东西？”
- 沈剑云:“文化大革命这样乱糟糟的，共产党的天下长不了，我要另找出路。”
- 审讯员：“另找出路是什么意思？”
- 沈剑云:“我写了这份传单，用的是共产党的口吻，因为利用‘中国共产党中央非常委员会’的名义将传单散发出去，就会在社会上制造混乱，引起反响。因此就下决心，找材料写了那份传单，是我自己起草、自己刻印、自己投邮的。一共印了54份。我于10月7日印好，10月8日用塑料袋装好，早晨5点钟从天津乘火车到达北京永定门车站，下火车后即沿前门大街走到前门楼，向东拐到六国饭店那条街，开始挨着邮筒投邮，一直到北京火车站。投后坐车到了丰台一个亲戚家吃饭，然后坐火车回到天津。”
- 审讯员：“你在天津作案，为什么要到北京来投递呢？”
- 沈剑云:“在北京投递，可以引开公安机关破案的视线。”
- 审讯员：“你还写过什么东西？”
- 沈剑云:“还写了一封‘告全国同胞书’的广播稿，此稿不到一万字。主要内容也是攻击共产党，希望蒋介石回来统治大陆。”

沈剑云还告诉时年20多岁的儿子，“我可能要遭逮捕枪毙，你要把这个东西藏到家中墙壁里面，等国民党快要回来时，就取出来向全国广播。作为欢迎国军的见面礼，你就可能成为国民党的有功之臣，弄个一官半职。此事要严守秘密，这是关系你后半生的前途问题。”
在逮捕沈剑云时，公安机关搜查了其家，查获了其写信用的铁笔、钢版、油印机、包信用的《人民日报》及油光纸等物品。沈剑云供述自己写过“告全国同胞书”后，公安机关又对其家进行搜查，搜到了“告全国同胞书”。沈剑云的妻子和儿子也参与了写信和写“告全国同胞书”的活动。该案共涉及15人。后来，除沈剑云被继续关押外，其余涉案人员均陆续被判刑或被释放。

## 追查后台
该案侦破后，当时有中共中央领导不相信煤球工人能写出这种水平的“反革命信件”，怀疑沈剑云写信背后有指使人，或者信件为其他人起草后令沈剑云刻印寄发。专案组反复调查，认为这些情况均不存在，于是向上级递交了结案报告。报告提出，沈剑云是反革命首恶，必须依法严惩，其他人犯应根据罪行大小，或判刑或释放，以了结该案。
但报告提交后，领导该案的中央领导人不准结案。陈伯达、吴法宪、谢富治等在接见专案组人员时，陈伯达称：“这个案子不算破，不能结束。查出沈犯只是这个案子的起点，还要深追后台，不查出后台不算破。”谢富治同意陈伯达的说法。此后，专案组继续调查研究，追查后台，但根本没有发现有后台存在。专案组根据调查状况如实上报后，陈伯达、谢富治等批评专案组右倾，下令解散该专案组，另行组织有军代表参加的专案组，由中华人民共和国公安部领导小组成员、原空八军副军长赵登程任负责人，继续追查后台。
1968年3月13日，谢富治向赵登程说：“搞专案要大反右倾，不要下不去手，不要老观点，对刘、邓、陶，彭、罗、陆、杨，他们是反革命修正主义分子，有的是叛徒，中国赫鲁晓夫通过这些人，通过公安机关将矛头指向伟大的毛主席和以毛主席为首的无产阶级司令部。公安部就是他们的一个据点，对他们要有刻骨仇恨，绝对不能右倾。”事后，赵登程在笔记本上记道：“对反革命非常委员会专案看法。应把主要矛盾指向、中国第二个吓（赫）鲁晓夫、外交部某些负责人、和二月逆流的黑干将……”
1968年8月19日，陈伯达等人接见“非委会”（即“中国共产党中央非常委员会”的简称）专案组时称：“几个煤球工人不可能写出来，就是大学生也不可能写出这样的文章，他怎么知道党内的许多机密，总有一点来路”，“你们所摸的可能不是地方，要摸的没摸到，就是往上追”，“这是个很大的案子，突击二月逆流的东西，大现行反革命案件，是大阴谋案，要注意二月逆流。”吴法宪说：“还不是第二个大走资派？！” 谢富治说：“根子没有找到。根子就是刘、邓黑司令部的人，邓小平、贺龙、罗瑞卿、谭震林”，“总是刘、邓黑司令部指使他干的，就是要把后台揪出来”，“不是普通反革命，是邓小平，二月逆流某些黑干将搞的”。
1968年3月，原中国科学院哲学社会科学部经济研究所实习研究员周慈敖因“五·一六”问题遭到拘留审查。在追查其所谓窃密去向及里通外国等问题的时候，赵登程按照陈伯达、吴法宪、谢富治的授意，令办案人员让周慈敖供述所谓后台时，不准供述当时用红字在《人民日报》刊登的人名，只准供述“刘、邓和二月逆流”。1968年12月10日，周慈敖被迫供称，李富春、陈毅、叶剑英、徐向前、刘伯承、朱德、董必武、贺龙等领导在1967年8月参加了“叛国集团”，准备勾结苏修发动武装政变。
1968年12月11日，办案人员指周慈敖“还没有说到点子上”，周慈敖又被迫编造了上述领导在1967年8月中旬组织了“中国（马列）共产党”，并称朱德是该党“总书记”，陈毅是“副书记”，李富春、徐向前、叶剑英、贺龙、廖承志等是“常委”，王震等16人是“委员”。
其间，赵登程等持周慈敖供述的材料，对中国科学院民族研究所实习研究员洪某某实行逼供及诱供，在30天内提审洪某某43次。1969年1月27日，洪某某被迫供出所谓 “中国共产党（左派）”的组织，1月28日又称朱德、陈毅、叶剑英、李富春、李先念、谭震林、陈云、肖华等是伪中央委员。
此后，赵登程等根据周慈敖、洪某某供述的材料，指示国家经委群众专案组，对国家经委干部姬某某实行逼供和诱供，姬某某被迫供述了所谓“中国马列主义共产党”的组织，并称“反革命黑党主席李富春、副主席徐向前、总书记陈毅，委员有李先念、聂荣臻、叶剑英、刘伯承等人。”
在赵登程领导专案组办案期间，陈伯达、吴法宪、谢富治常接见专案组成员，不断指示挖出后台。
1969年4月，中国共产党第九次全国代表大会召开，朱德、叶剑英、陈毅、徐向前、李先念、李富春、刘伯承等当选第九届中央委员。但赵登程领导的专案组仍在继续炮制“伪党”黑案。
四人帮遭到粉碎后，1978年8月，中共中华人民共和国公安部党组向中央上报了《关于“伪党”黑案的清查报告》，对此案结案。到结案时，该案也没有查出任何“后台”。
中華民國國防部情報局心理作戰處的唐柱國（原名粟明德）退役後公開了他起草這張傳單的詳細情況。粟明德的父母都在鎮反時被中共殺害，1957年他在北大農學院讀書時，發生反右運動，他遭到監控，因而偷渡經港赴台。粟明德在文革時花了一個晚上起草了這張傳單，由台北中央廣播電台短波廣播到中國大陸，被沈剑云抄錄油印了八十份。